# MTV经典台
40°45′29″N 73°59′18″W / 40.7579615°N 73.9883661°W
MTV经典台（英語：MTV Classic）是美国一个音乐类付费专业电视频道，该频道由派拉蒙全球旗下的派拉蒙国内传媒网负责运营。频道于1998年开播，起初名为“VH1轻松台（VH1 Smooth）”，主要播出成人当代音乐和轻柔爵士乐；1999年，频道更名为“VH1经典摇滚台（VH1 Classic Rock）”（随后又更名为“VH1经典台（VH1 Classic）”），频道播出的音乐风格也转为强调经典摇滚乐。2016年8月1日，为了向MTV成立35周年致敬，频道改名为“MTV经典台”并以播出1980年代到2000年代的全类型音乐录影带为主。

## 频道历史

### VH1轻松台时代
VH1轻松台原本计划于1998年7月31日开播，但却因故推迟到同年8月1日开播。该频道主要关注轻柔爵士乐、新世纪音乐和成人当代音乐。VH1轻松台开台首播的音乐录影带是布兰福德·马萨利斯翻唱的《狂欢》。

### VH1经典台时代
该频道在1999年8月1日重新包装推出并更名为“VH1经典摇滚台”，主要播出1960年代到1980年代的主流摇滚及成人金曲风格的音乐录影带或演唱会实况录像。而在此之前，该频道播出的内容涵盖更多的音乐风格和年代。2000年，频道再度快速改名为“VH1经典台”。

## 频道节目

### 正在播出

#### 常规节目
目前MTV经典台在播的常规节目都是时长6小时左右的音乐录影带节目。
| 节目名称           | 播出时期            |
| ------------------ | ------------------- |
| 120分钟（)         | 2016年8月8日－迄今  |
| 90年代国度（90s Nation）     | 2016年8月2日－迄今  |
| 艺人高光歌单（Artist Spotlight Playlist）   | 2018年－迄今        |
| 流行屋（House of Pop）         | 2016年8月3日－迄今  |
| 我要我的80年代（I Want My 80s） | 2016年8月4日－迄今  |
| 金属骚动（)        | 2016年8月12日－迄今 |
| MTV经典视频（MTV Classic Videos）    | 2016年8月1日－迄今  |
| 摇滚时段（Rock Block）       | 2016年8月5日－迄今  |
| 全方位歌单（Total Request Playlist）     | 2016年8月2日－迄今  |
| 哟！嘻哈混音（)    | 2016年8月3日－迄今  |

#### 特别节目
| 节目名称          | 播出时期     |
| ----------------- | ------------ |
| 黑人娱乐电视大奖  | 2017年－迄今 |
| MTV欧洲音乐大奖   | 2016年－迄今 |
| MTV影视大奖       | 2017年－迄今 |
| MTV音乐录影带大奖 | 2016年－迄今 |

### 已经停播

#### MTV经典台时代
| 节目类型   | 节目名称                     | 播出年代        |
| ---------- | ---------------------------- | --------------- |
| MV时段     | 90年代盛宴                   | 2016年          |
| MV时段     | 90嘻哈的90小时               | 2017年          |
| MV时段     | 90浩室歌单                   | 2017年          |
| MV时段     | 嘘！让开                     | 2017年          |
| MV时段     | 经典耶诞节（Classic Christmas）               | 2018年－2019年  |
| MV时段     | 泽西海岸家庭假日倒计时       | 2018年          |
| MV时段     | TRL倒计时                    | 2017年          |
| MV时段     | 午餐时段 / TRL概要版         | 2017年－2018年  |
| MV时段     | 致敬歌单（Tribute Playlist）                 | 2016年－2019年  |
| MV时段     | VH1嘻哈荣誉歌单（            | 2017年－2019年  |
| MV时段     | VMA表演嘉宾高光 / 提名歌单（ | 2018年－2019年  |
| MV时段     | VMA视频先锋歌单（            | 2018年－2019年  |
| MV时段     | 女性历史月（Women's History Month）               | 2018年－2019年  |
| 音乐节目   | 奥斯汀城区                   | 2016年          |
| 音乐节目   | 音乐背后：重制版             | 2016年          |
| 音乐节目   | 经典专辑                     | 2016年          |
| 音乐节目   | 达里尔家实况秀               | 2016年          |
| 音乐节目   | 金属进化                     | 2016年          |
| 音乐节目   | MTV不插电                    | 2016年          |
| 音乐节目   | MTV世界舞台                  | 2016年          |
| 音乐节目   | 惊喜视频                     | 2016年          |
| 音乐节目   | 摇滚狂热                     | 2016年          |
| 音乐节目   | 摇滚偶像                     | 2016年          |
| 音乐节目   | 非常金属秀                   | 2016年          |
| 音乐节目   | VH1故事讲述者                | 2016年          |
| 喜剧节目   | 蠢蛋搞怪秀                   | 2016年          |
| 真人秀节目 | 比佛利拜金女                 | 2016年 / 2019年 |
| 真人秀节目 | 拉古纳海滩：真实的橘郡       | 2016年          |
| 真人秀节目 | 下个会更好                   | 2016年          |
| 真人秀节目 | 帮你改装车                   | 2016年          |
| 真人秀节目 | 明星大整蛊                   | 2016年          |
| 真人秀节目 | 真实的世界                   | 2016年          |
| 真人秀节目 | 道路规则                     | 2016年          |
| 真人秀节目 | 兰斯大宅                     | 2016年          |
| 真人秀节目 | 真实生活                     | 2016年          |
| 真人秀节目 | 狂野男孩                     | 2016年          |
| 动画节目   | 魔力女战士                   | 2016年          |
| 动画节目   | 瘪四与大头蛋                 | 2016年          |
| 动画节目   | 克隆高校                     | 2016年          |
| 动画节目   | 拽妹黛薇儿                   | 2016年          |
| 动画节目   | 麦克斯                       | 2016年          |
| 动画节目   | 大人布偶秀                   | 2016年          |
| 游戏节目   | 全方位现场                   | 2018年          |
| 名人节目   | MTV探寻豪宅                  | 2016年          |
| 竞赛节目   | 你妈……                       | 2016年          |